# FC Alaschkert Martuni
Der FC Alaschkert Martuni (armenisch Ֆուտբոլային Ակումբ „Ալաշկերտ“ Մարտունի, Futbolajin Akumb Alaschkert Martuni, englisch Alashkert FC) ist ein armenischer Fußballverein aus Martuni. Der Club spielt momentan in der höchsten armenischen Liga, der Bardsragujn chumb.

## Geschichte

### Vorgeschichte – der erste FC Alaschkert (1990er)
Der FC Alaschkert wurde 1990 gegründet und spielte 1992 in der armenischen Bardsragujn chumb. Das Team belegte den letzten Platz und musste absteigen. Daraufhin zog man vom Spielbetrieb zurück und löste sich auf.

### Neugründung und Erstliga-Comeback (2011–2014)
Im Dezember 2011 wurde der Verein von Bagrat Nawojan neu gegründet. Er ist Präsident des Vereins und Geschäftsführer einer Reiseagentur. 2012 war der Verein in der zweithöchsten Liga vertreten. In dieser Übergangssaison vom Kalenderjahr auf August–Mai beendete Alaschkert überlegen die Saison und stieg in die Bardsragujn chumb auf.
Der Klub aus Martuni hatte Anlaufschwierigkeiten im armenischen Oberhaus und gewann keines seiner ersten zehn Ligaspiele. Erst mit einem 2:0 bei MIKA Aschtarak – gegen das man kurz zuvor aus dem armenischen Pokal ausschied – feierte man am 11. Spieltag den ersten vollen Erfolg. Die Ergebnisse schwankten enorm – so standen etwa ein 0:7 beim FC Urartu, aber auch ein 5:1-Heimsieg über Rekordmeister Pjunik zu Buche. Alaschkert landete mit einem Punkt Rückstand auf dem letzten Platz und wäre abgestiegen, profitierte jedoch vom Rückzug von Impuls Dilidschan und hielt daher die Klasse.

### Serienmeister und internationaler Stammgast (2015–2018)
In der Saison 2014/15 etablierte man sich dann besser und kämpfte konstant um eine Teilnahme am Europapokal. Mit einem Punkt Vorsprung auf MIKA landete man auf dem vierten Platz und schaffte so den Sprung in die Qualifikationsspiele zur UEFA Europa League 2015/16. Alaschkert's erster internationaler Gegner war der schottische Vertreter St. Johnstone. Das Hinspiel gewann man überrschaend mit 1:0, im Rückspiel verlor man mit 1:2. Die Auswärtstorregel berechtigte jedoch das Erreichen der nächsten Runde. Gegen den FK Qairat Almaty unterlag man im Hinspiel jedoch mit 0:3, weshalb der 2:1-Erfolg im Rückspiel nicht mehr reichte.
In der Saison 2015/16 feierte Alaschkert Martuni seinen ersten Vereinstitel und krönte sich zum armenischen Meister. Der Verein gab damit sein Debüt in den Qualifikationsspielen zur UEFA Champions League. Man überstand die erste Runde gegen den FC Santa Coloma nach einem torlosen Hinspiel mit einem 3:0. Im Rückspiel setzte es gleich vier Platzverweise, davon drei für den Gegner. In der nächsten Runde unterlag man jedoch Dinamo Tiflis (0:2 a; 1:1 h) aus dem benachbarten Georgien.
Als amtierender Meister nahm Alaschkert im September 2016 erstmals am armenischen Fußball-Supercup teil. Diesen sicherte man sich im Elfmeterschießen nach einem 1:1 gegen Urartu.
Dem Verein gelang in der Saison 2016/17 die Verteidigung des Meistertitels und der erneute Sprung in die Champions-League-Qualifikation. Erneut hieß der Erstrundengegner FC Santa Coloma, diesmal fiel die Angelegenheit jedoch knapper aus (1:0 h; 1:1 a). In Runde 2 unterlag man dem belarussischen Eliteklub BATE Baryssau nach einem 1:1 im Hinspiel mit 1:3 zuhause.
In der Saison 2017/18 nahm Alaschkert das Double ins Visier. So sicherte man sich den dritten Meistertitel in Serie und erreichte erstmals in der Vereinsgeschichte das armenische Pokalfinale. Gegen den FC Sjunik – später als Gandsassar Kapan bekannt – setzte es ein 1:1, das anschließende Elfmeterschießen ging allerdings verloren.
In der Champions-League-Qualifikation verlor man beide Spiele gegen Celtic Glasgow je mit 0:3, doch durch eine Europacup-Reform durfte Alaschkert in der Qualifikation zur Europa League weiterspielen. Man gewann haarscharf gegen FK Sutjeska Nikšić (1:0 a; 0:0 h) und schied im Anschluss deutlich gegen CFR Cluj (0:2 h; 0:5 a) aus.

### Double-Durst und Europa Conference League (2018–2021)
Auch in der Saison 2018/19 gewann Alaschkert einen Titel. Dabei handelte es sich aber nicht um den Meistertitel, denn in der Abschlusstabelle belegte man nur Platz 4. Allerdings konnte der Verein im Pokalfinale mit 1:0 gegen den FC Lori Wanadsor gewinnen und sicherte sich so seinen bislang einzigen Pokaltitel.
In der Europa-League-Qualifikation traf man zunächst auf Makedonija Skopje und setzte sich deutlich (3:1 h; 3:0 a) durch. In der nächsten Runde unterlag man jedoch FCSB Bukarest, wobei nach einer 0:3-Heimniederlage zumindest noch in Bukarest mit 3:2 gewonnen werden konnte.
Aus der durch die COVID-19-Pandemie geplagte Saison 2019/20 ging Alaschkert erstmals seit fünf Jahren titellos hervor. Im Supercup verlor man mit 2:3 gegen Ararat-Armenia, schied zudem früh aus dem Pokal aus und belegte Platz 3 in der Ligatabelle. Daraufhin setzte es die nächste Enttäuschung vor eigenem Publikum, als man in der Europa-League-Qualifikation – die pandemiebedingt pro Runde nur ein Spiel vorsah – dem KF Renova mit 0:1 unterlag.
In der Saison 2020/21 fand der Verein kurzfristig wieder zu alter Stärke und konnte seinen vierten Meistertitel gewinnen. Außerdem gelang der dritte Einzug ins Pokalfinale, das jedoch mit 1:3 gegen den FC Ararat Jerewan verloren wurde.
Der Verein wusste dann auf internationalem Niveau die nächste Geschichte zu schreiben. In der 1. Runde der Champions-League-Qualifikation setzte man sich knapp gegen Connah’s Quay Nomads (2:2 a; 1:0 h) durch. In der 2. Runde verlor man jedoch beide Spiele gegen Sheriff Tiraspol (1:3 a; 0:3 h) und wechselte in die Europa-League-Qualifikation. Dort traf man – wie schon 2015 – auf Qairat Almaty. Diesmal endete das Hinspiel torlos, worauf man sich im Rückspiel leicht überraschend mit 3:2 durchsetzte. Damit war dank der neu gegründeten UEFA Europa Conference League auch die erstmalige Teilnahme an einer europäischen Gruppenphase sicher. Zuvor bestritt man noch das Play-off gegen die Glasgow Rangers, ging nur knapp als Verlierer (0:1 a; 0:0 h) vom Platz.
Bei seinem Conference-League-Debüt spielte Alaschkert in Gruppe A gegen den LASK, Maccabi Tel Aviv und HJK Helsinki. Allerdings gingen fast alle Spiele verloren – lediglich am letzten Spieltag holte man ein 1:1 gegen Tel Aviv – und man beendete die Gruppenphase erwartungsgemäß auf Platz 4.

### Gegenwart (seit 2021)
Nach dieser Gruppenphase sollte der Verein vorerst nicht mehr an die bisherigen Leistungen anknüpfen. Die Saison 2021/22 beendete man zwar auf Platz 3, hatte jedoch 24 Punkte Rückstand auf Meister Pjunik. In der Conference-League-Qualifikation stellte man sich dem maltesischen Vertreter Ħamrun Spartans, verlor jedoch trotz eines 1:0-Heimsieges im Hinspiel mit 1:4 auf Malta.
In der darauffolgenden Spielzeit wurde Alaschkert Vierter und war somit erneut international vertreten. In der 1. Runde der Conference-League-Qualifikation traf der Klub aus Martuni auf den FK Arsenal Tivat. Das Heimspiel endete mit einem 1:1, auswärts gewann man jedoch souverän mit 6:1. In der 2. Runde war man gegen Debreceni Vasutas gefordert. Das Heimspiel wurde mit 0:1 verloren, und trotz eines 2:1-Sieges im Rückspiel zog man im Elfmeterschießen den Kürzeren.
Daraufhin erlebte Alaschkert einen erheblichen sportlichen Rückschlag. Nach einem 5. Platz in der Saison 2023/24 verpasste man erstmals seit zehn Jahren den Europapokal. Damit gingen auch finanzielle Einbußen einher, die den Klub aus Martuni nur noch schwer konkurrenzfähig machten. Die gesamte Saison 2024/25 verbrachte man mit dem Kampf um den Klassenerhalt.

## Stadion
Die Heimspiele trägt der Verein im Alaschkert-Stadion aus, das vom Präsidenten Bagrat Nawojan 2013 gekauft und renoviert wurde. So erhielt es einen neuen Rasen, der internationalen Standards entspricht. Bis 2013 hieß das Stadion „Nairi“.

## Erfolge
- Armenischer Meister (4): 2016, 2017, 2018, 2021
- Armenischer Pokal (1): 2019
- Armenischer Pokalfinalist (2): 2018, 2021
- Armenischer Supercupsieger (2): 2016, 2018
- Armenischer Supercupfinalist: 2017
- 1. Liga Meister (1): 2013

## Europapokalbilanz
| Saison  | Wettbewerb                    | Runde                  | Gegner               | Gesamt          | Hin     | Rück          |
| ------- | ----------------------------- | ---------------------- | -------------------- | --------------- | ------- | ------------- |
| 2015/16 | UEFA Europa League            | 1. Qualifikationsrunde | FC St. Johnstone     | (a)2:2(a)       | 1:0 (H) | 1:2 (A)       |
| 2015/16 | UEFA Europa League            | 2. Qualifikationsrunde | FK Qairat Almaty     | 2:4             | 0:3 (A) | 2:1 (H)       |
| 2016/17 | UEFA Champions League         | 1. Qualifikationsrunde | FC Santa Coloma      | 3:0             | 0:0 (A) | 3:0 (H)       |
| 2016/17 | UEFA Champions League         | 2. Qualifikationsrunde | Dinamo Tiflis        | 1:3             | 0:2 (A) | 1:1 (H)       |
| 2017/18 | UEFA Champions League         | 1. Qualifikationsrunde | FC Santa Coloma      | 2:1             | 1:0 (H) | 1:1 (A)       |
| 2017/18 | UEFA Champions League         | 2. Qualifikationsrunde | BATE Baryssau        | 2:4             | 1:1 (A) | 1:3 (H)       |
| 2018/19 | UEFA Champions League         | 1. Qualifikationsrunde | Celtic Glasgow       | 0:6             | 0:3 (H) | 0:3 (A)       |
| 2018/19 | UEFA Europa League            | 2. Qualifikationsrunde | FK Sutjeska Nikšić   | 1:0             | 1:0 (A) | 0:0 (H)       |
| 2018/19 | UEFA Europa League            | 3. Qualifikationsrunde | CFR Cluj             | 0:7             | 0:2 (H) | 0:5 (A)       |
| 2019/20 | UEFA Europa League            | 1. Qualifikationsrunde | Makedonija Skopje    | 6:1             | 3:1 (H) | 3:0 (A)       |
| 2019/20 | UEFA Europa League            | 2. Qualifikationsrunde | FCSB Bukarest        | 3:5             | 0:3 (H) | 3:2 (A)       |
| 2020/21 | UEFA Europa League            | 1. Qualifikationsrunde | FK Renova Džepčište  | 0:1             | 0:1 (A) | 0:1 (A)       |
| 2021/22 | UEFA Champions League         | 1. Qualifikationsrunde | Connah’s Quay Nomads | 2:3             | 2:2 (A) | 1:0 n. V. (H) |
| 2021/22 | UEFA Champions League         | 2. Qualifikationsrunde | Sheriff Tiraspol     | 1:4             | 0:1 (H) | 1:3 (A)       |
| 2021/22 | UEFA Europa League            | 3. Qualifikationsrunde | Qairat Almaty        | 3:2             | 0:0 (A) | 3:2 n. V. (H) |
| 2021/22 | UEFA Europa League            | Playoffs               | Glasgow Rangers      | 0:1             | 0:1 (A) | 0:0 (H)       |
| 2021/22 | UEFA Europa Conference League | Gruppenphase           | Maccabi Tel Aviv     | 2:5             | 1:4 (A) | 1:1 (H)       |
| 2021/22 | UEFA Europa Conference League | Gruppenphase           | HJK Helsinki         | 2:5             | 2:4 (H) | 0:1 (A)       |
| 2021/22 | UEFA Europa Conference League | Gruppenphase           | LASK                 | 0:5             | 0:3 (H) | 0:2 (A)       |
| 2022/23 | UEFA Europa Conference League | 1. Qualifikationsrunde | Ħamrun Spartans      | 2:4             | 1:0 (H) | 1:4 (A)       |
| 2023/24 | UEFA Europa Conference League | 1. Qualifikationsrunde | FK Arsenal Tivat     | 7:2             | 1:1 (H) | 6:1 (A)       |
| 2023/24 | UEFA Europa Conference League | 2. Qualifikationsrunde | Debreceni VSC        | 2:2 (1:3 i. E.) | 0:1 (H) | 2:1 n. V. (A) |

Gesamtbilanz: 41 Spiele, 12 Siege, 9 Unentschieden, 20 Niederlagen, 43:66 Tore (Tordifferenz −23)